# Cryptographis elegans
Cryptographis elegans là một loài bướm đêm trong họ Crambidae.